# Mardi Gras (film)
Mardi Gras is een Amerikaanse musicalfilm uit 1958 in CinemaScope onder regie van Edmund Goulding. De film is gebaseerd op een verhaal van Curtis Harrington.

## Verhaal
Paul Newell is een cadet op het militaire instituut in Virginia, alwaar hij een vrolijk leven leidt. Paul is een ernstige, immer studerende jongeman, die evenals zijn vader en grootvader een goed militair wil worden. Wanneer het muziek-ensemble van de academie wordt uitgenodigd om aan het carnaval in New Orleans deel te nemen, kunnen Paul en zijn medestudenten hun geluk niet op, vooral omdat de bekende Franse filmster Michelle Marton ook een gastverschijning zal maken. Een van de studenten, Tony, komt op het plan om een loterij te houden met loten van een dollar per stuk. Wie het lot trekt zal kennis moeten maken met deze filmster en haar uitnodigen om het promotiebal bij te wonen, waarbij ieder van de jongens één keer met haar zal mogen dansen. De onkosten worden bestreden uit de opbrengst van deze loterij. Uit 899 medecadetten wordt Paul gekozen om haar mee uit te vragen voor de bal.
Michelle wordt in New Orleans vergezeld door haar publiciteitsagent Al Curtis en diens assistente Eadie West. Ze is haar drukke schema meer dan zat en eist op de dag van de carnaval een vrije dag op. Ondanks dat haar dit wordt afgeraden, trekt ze zich terug van haar verplichtingen, waarop Eadie besluit zich te vermommen als de Franse filmster en in haar plaats op te treden in de parade. Gemaskerd manoeuvreert Michelle zich moeiteloos door het publiek heen en ontmoet daar Paul. Tot Michelle's genoegen heeft Paul geen idee wie zij is, waarop ze zichzelf introduceert als Eadie. Paul en Michelle brengen een romantische dag door en worden gefotografeerd door de paparazzi. Eadie doet ondertussen haar uiterste best om Michelle te vinden en ontmoet Tony, op wie ze smoorverliefd raakt. Medecadet Barry wint ondertussen het hart van Torchy Larue voor zich, een stripper, en Dick laat zijn ogen vallen op Sylvia.
Al snel komt Paul achter Michelle's ware identiteit. Hij voelt zich bedrogen en excuseert zichzelf. De volgende ochtend keert Michelle zonder contactuitwisseling terug naar Hollywood, waar haar foto's met Paul inmiddels uitgebreid worden besproken door de media. De studio waar ze een contract heeft besluit gebruik te maken van deze persaandacht en kondigt aan dat het duo verloofd is. Paul voelt zich nog enige tijd verraden door Michelle, maar zij brengt hem een persoonlijk bezoek in Virginia en wordt door hem vergeven.

## Rolverdeling
| Acteur           | Personage        |
| ---------------- | ---------------- |
| Pat Boone        | Paul Newell      |
| Christine Carère | Michelle Marton  |
| Tommy Sands      | Barry Denton     |
| Sheree North     | Eadie West       |
| Gary Crosby      | Tony Collins     |
| Fred Clark       | Al Curtis        |
| Dick Sargent     | Dick Saglon      |
| Barrie Chase     | Torchy Larue     |
| Jennifer West    | Sylvia Simmons   |
| Geraldine Wall   | Ann Harris       |
| King Calder      | Lt. Col. Vaupell |
| Robert Burton    | Cmdr. Tydings    |
| Robert Wagner    | zichzelf         |
| Jeffrey Hunter   | zichzelf         |

## Productie
Producent Jerry Wald wilde aanvankelijk de regiestoel aan Gene Kelly geven, maar hij bleek te duur te zijn. De studio liet in maart 1958 aan de pers weten Henry Levin te overwegen voor de regie, met Shirley Jones in de hoofdrol. Jones trok zich echter terug vanwege zwangerschap. Drie maanden later werd aangekondigd dat Jill St. John in de race was voor een van de hoofdrollen. De draaiperiode was van juli tot en met augustus 1958.
Voor Sheree North was deze film haar laatste onder contract van Fox.

## Ontvangst
De film kreeg wisselvallige kritieken Nederlandse pers. Recensent van Het Parool was positief over de film: "Mardi Gras [is] een goede representant van het gènre. [..] [De film] is volkomen inhoudsloos, maar is in Hollywood zo vaardig gemaakt dat u waarschijnlijk wel zonder mopperen blijft kijken." Andere critici waren minder tevreden met het eindresultaat. Zo schreef criticus van De Telegraaf dat "de vlotte, aardige humor van Boone's vorige film Bernardine ontbreekt, evenals de tophits." Recensent van De Waarheid gaf kritiek op het "luchtig verhaaltje", maar schreef dat het werd "gespeeld met vaart en verve". Ook De Volkskrant schreef een vernietigende recensie: "Het middelpunt is Pat Boone, die zich [..] dapper weert. Maar de film, een raar ratjetoe van liedjes, optochten en toffe militairen, wordt er geen haartje beter door. Het verhaaltje [..] stamt bovendien uit het jaar nul. En Gary Crosby [..] die kennelijk na Pat als tweede trekpleister moet fungeren, is evenmin een succes."